# Brasão do Acre

Selo da República do Acre

Brasão do estado do Acre é um dos símbolos oficiais desta unidade federativa. O lema presente na borda do brasão, Nec Luceo Pluribus Impar, significa "Não brilho diferente dos outros".

## Histórico[1]

### Primeira feitura
O primeiro Escudo (brasão) do Acre foi criado no período do Estado Independente do Acre, com a seguinte estrutura:

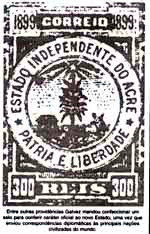
Selo postal com o brasão da República do Acre em 1899

- No centro, Estado Independente do Acre - 7 de Agosto de 1902, e um laço com uma frase escrita - "LIBERTAS QUAE SERA TAMEN".

### Segunda feitura

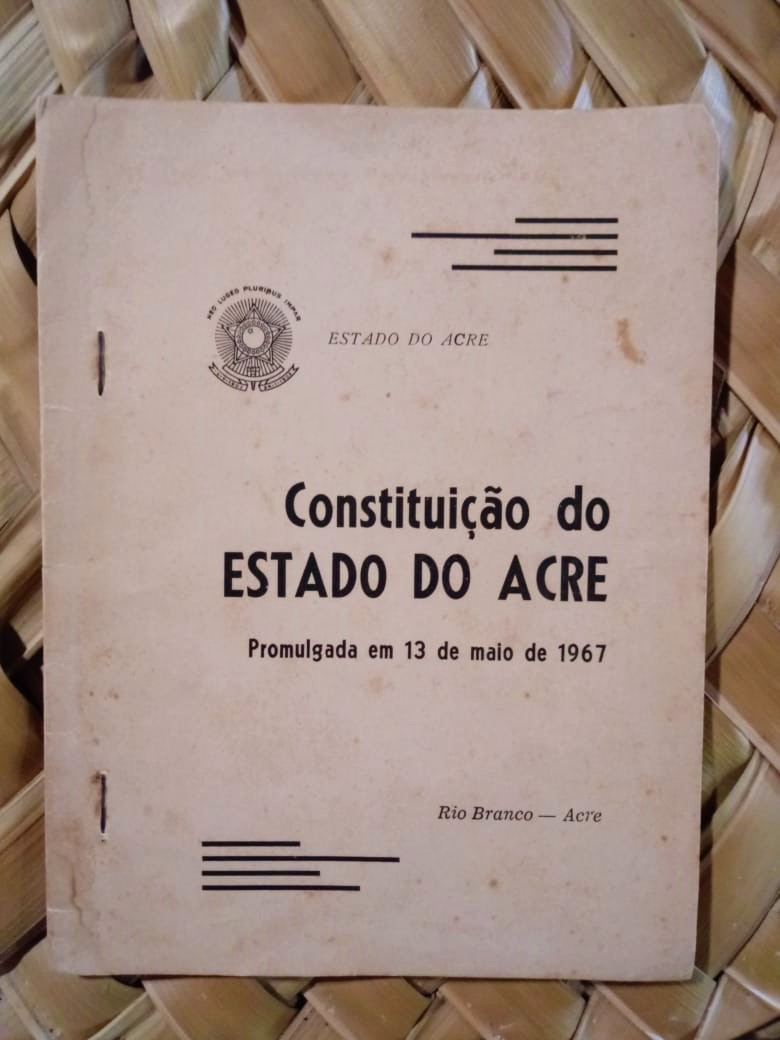
o brasão do estado na heráldica da segunda feitura na capa da Constituição do Estado do Acre 1967.

Em 24 de maio de 1922, o Governador Epaminondas Jácome através da Resolução no 45, criou o segundo brasão, obedecendo a seguinte estrutura:
- No centro, uma estrela vermelha.

- Na parte inferior do laço, do lado esquerdo, a data de 6-8-1902. No lado direito a data 24-1-1903, início e término da Revolução Acreana.

- Contornando a estrela, os dizeres: NEC LUCEO PLURIBUS IMPAR.

### Terceira feitura
O brasão Acreano reajustado na administração do Governador Edmundo Pinto de Almeida Neto, valorizando as duas primeiras feituras do brasão.
- Escudo Oval, com bordadura prata carregada com a divisa: NEC LUCEO PLURIBUS IMPAR - Não inferior a muitas estrelas, encimado pelo Barrete Frígio;

## Regulamento
O uso é regulementado pela Lei Estadual N. 1.173, DE 22 de dezembro de 1995, que Regulamenta e define a forma e apresentação do Brasão de Armas do Estado do Acre, sancionada pelo governador Orleir Cameli.
O Brasão faz parte da composição da faixa de governador do Acre.

## Descrição heráldica
O brasão do estado do Acre é um dos símbolos oficiais e é inspirado no brasão proposto por Plácido de Castro, também durante a Revolução Acreana.
Como principal referência tem-se a Revolução Francesa, sendo representada pelo boné vermelho que está acima da marca para identificar os Jacobinos. Traz ainda dois ramos de café e tabaco, entrelaçadas por espadas de punho que ilustram a força e a disposição em defender sua terra. Centralizado no escudo, um leopardo simboliza a ferocidade, agilidade e a força. Atrás do animal, uma seringueira representa a riqueza acreana.
A inscrição em latim da frase ‘NEC LUCEO PLURIBUS IMPAR’, significa “Não inferior a muitas estrelas”, outra referência ao estado francês através da figura do Rei Sol Luis XIV.

## Versões anteriores

Cerca de 1902.
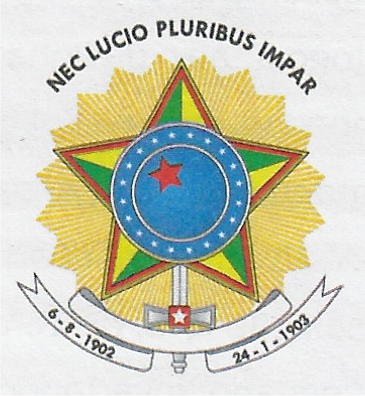
Formato anterior ao atual com o lema Nec Luceo Pluribus Impar (1922-1991 ou 1992).